# Plethodontohyla
Plethodontohyla là một chi động vật lưỡng cư trong họ Nhái bầu, thuộc bộ Anura. Chi này có 10 loài và 30% bị đe dọa hoặc tuyệt chủng.

## Hình ảnh

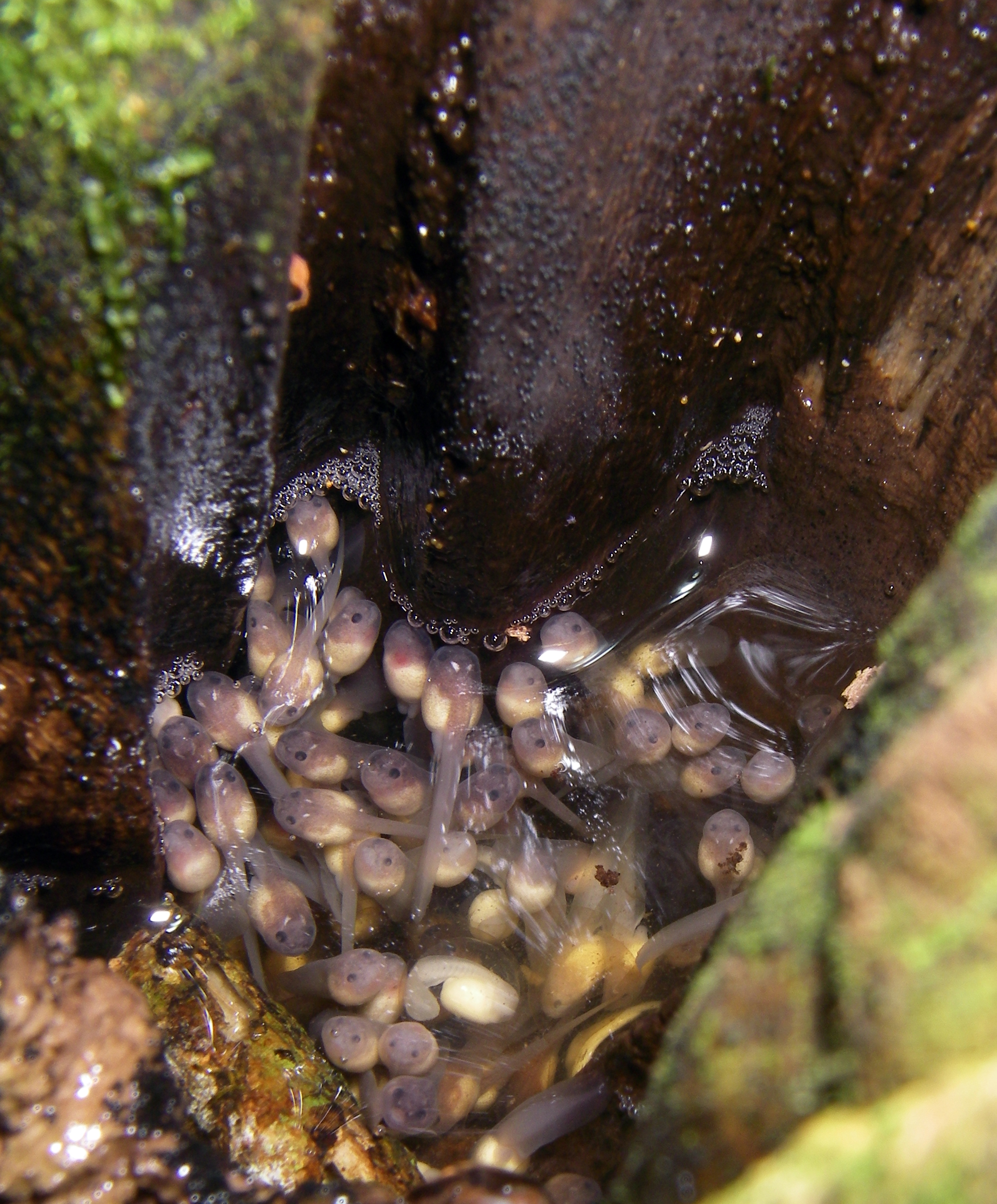
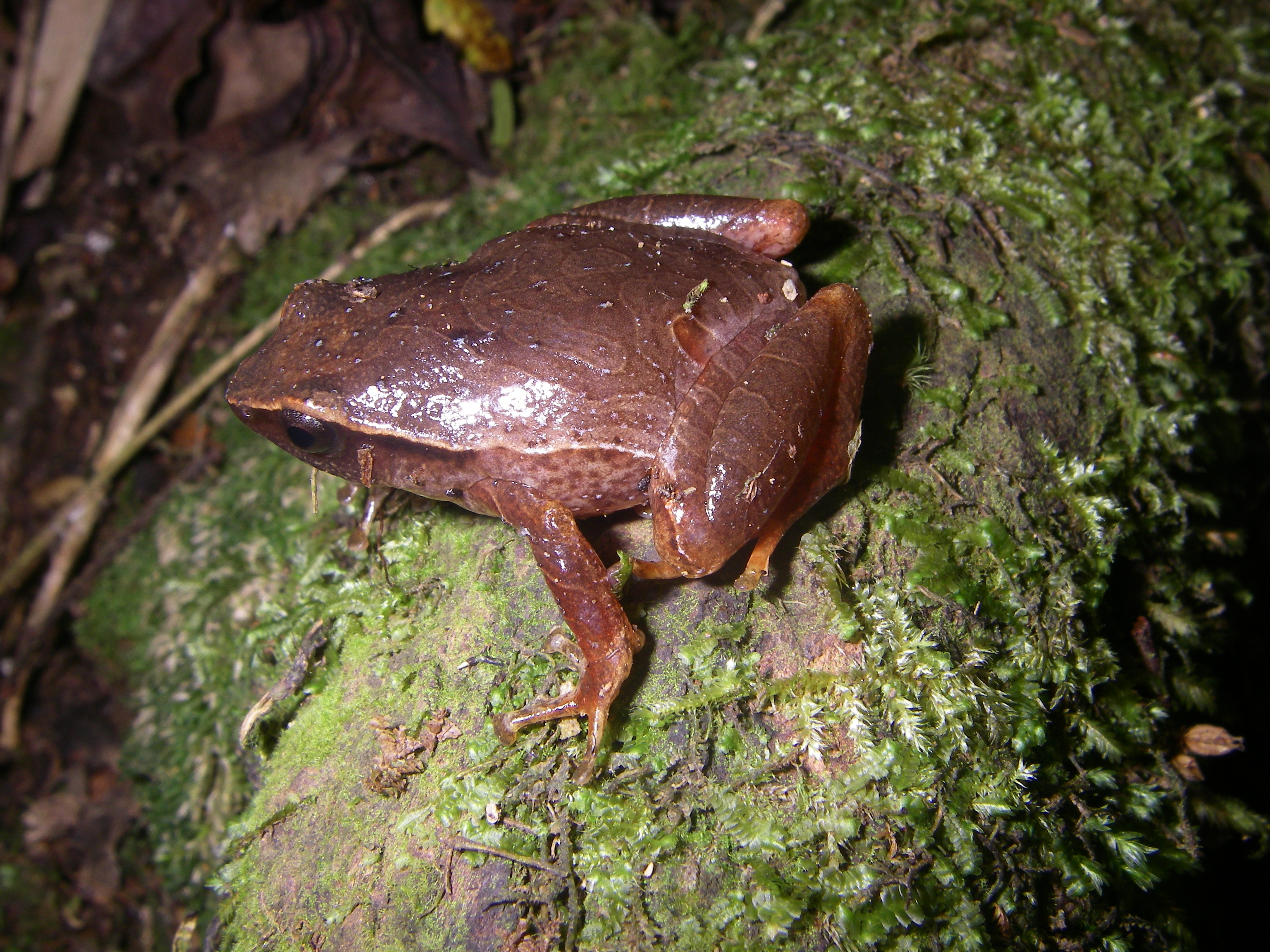